# Alvorada (kommun i Brasilien, Tocantins, lat -12,42, long -49,11)
Alvorada är en kommun i Brasilien.   Den ligger i delstaten Tocantins, i den centrala delen av landet, 400 km norr om huvudstaden Brasília. Antalet invånare är 8 380.
Följande samhällen finns i Alvorada:
- Alvorada

Omgivningarna runt Alvorada är huvudsakligen savann. Runt Alvorada är det mycket glesbefolkat, med 6 invånare per kvadratkilometer.